# گورستان گندمان
گورستان گندمان مربوط به دوره صفوی به بعد است و در شهرستان بروجن، بخش گندمان، در نزدیکی چشمه وامامزاده مادردختر واقع شده و این اثر در تاریخ ۸ مرداد ۱۳۸۱ با شمارهٔ ثبت ۶۰۱۲ به‌عنوان یکی از آثار ملی ایران به ثبت رسیده است.